# أندريس ميتروفيتش
أندريس ميتروفيتش (بالإسبانية: Andrés Mitrovic)‏ مواليد 21 مايو 1921 - الوفاة 12 يوليو 2008، هو لاعب كرة سلة تشيلي. مثّل منتخب بلاده. شارك في دورة الألعاب الأولمبية الصيفية سنة 1948.

## روابط خارجية
- أندريس ميتروفيتش على موقع الاتحاد الدولي لكرة السلة (الإنجليزية)
- أندريس ميتروفيتش على موقع سبورتس رفرنس (الإنجليزية)
- أندريس ميتروفيتش على موقع أوليمبيديا (الإنجليزية)